# 太安街
太安街（英語：Tai On Street）是香港島東區筲箕灣的一條行車街道，位於西灣河太安樓東邊，港鐵西灣河站以北，嘉亨灣以南，欣景花園以西。
太安街呈南北走向，途經東區走廊、港島民生書院、東區法院大樓、鯉景灣、逸濤灣、東區法院大樓等。

## 交通
太安街設巴士站，方便乘客前往西灣河站。多條巴士路線在太安街提供轉乘優惠，讓乘客以優惠價轉乘其他路線。

## 外部連結
维基共享资源上的相關多媒體資源：太安街